# Sandrans
Sandrans är en kommun i departementet Ain i regionen Auvergne-Rhône-Alpes i östra Frankrike. Kommunen ligger  i kantonen Châtillon-sur-Chalaronne som ligger i arrondissementet Bourg-en-Bresse. Kommunens areal är 29,02 km². År 2022 hade Sandrans 578 invånare.

## Befolkningsutveckling
Antalet invånare i kommunen Sandrans
Referens: INSEE